# Sveriges fosterländska ungdomsförbund
Sveriges fosterländska ungdomsförbund, konstituerat 9 april 1917 på möte med representanter för den s.k. "Nationaldemokratiska ungdomsrörelsen", "vill(e) samla män och kvinnor af skilda samhällslager till gemensamt arbete i det nationella framåtskridandets tjänst". Organisationen var inte knutna till något parti men lokalt samverkade man ofta med högerpartiet.
För att uppfylla sitt syfte sökte förbundet, i samverkan med andra liknande organisationer, genom upplysningsarbete vinna en vidsträcktare anslutning till strävandena för att upprätthålla "vårt fäderneärfda statsskick" och monarkins betydelse samt stärkandet av Sveriges försvar och kristna kyrka och tro. Förbundet, som bestod dels av till riksorganisationen direkt anslutna aktiva eller understödjande medlemmar, dels av lokalavdelningar (75 st. 1 år efter konstituerandet), tillsatte på det årligen i juni sammanträdande ordinarie förbundsmötet en centralstyrelse (11 personer, varav 1 ordförande), vilken utnämnde distriktsombud för de olika länen och utsåg ett verkställande utskott (5 led.) med säte i Stockholm. 
Antalet aktiva medlemmar var omkring 6 000 i juni 1918. Förbundets organ var National-Demokraten. Då finlandssvenskarna med hjälpexpeditionerna 1918 ankom till Sverige, skaffade förbundet pengar, kläder, mat och husrum åt nödlidande och behövande bland dem.
Nationaldemokratiska förbundet var sedan 1922 namn på förbundets centralorganisation.